# 逸園賽狗場 (澳門)

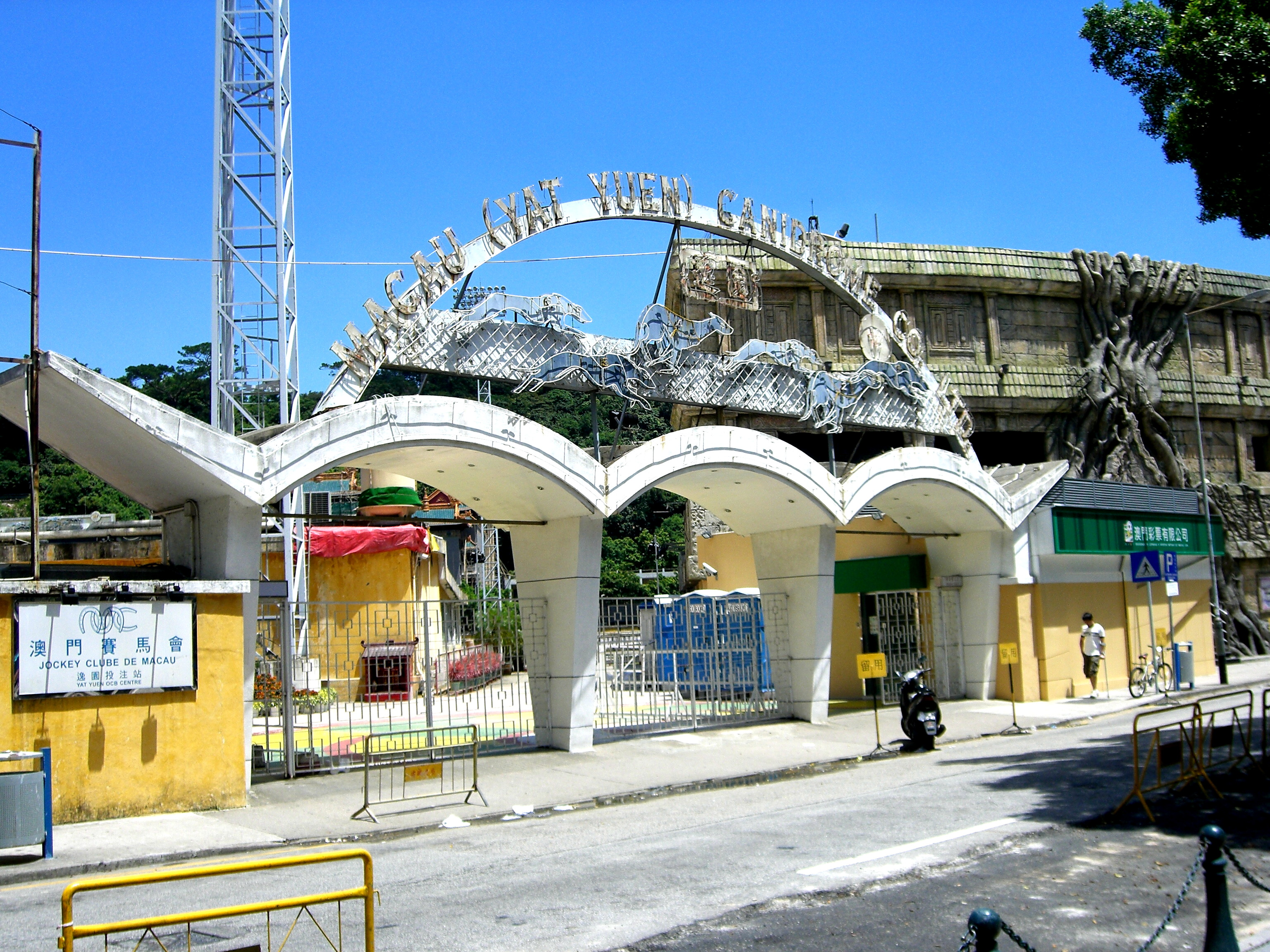
逸園賽狗場

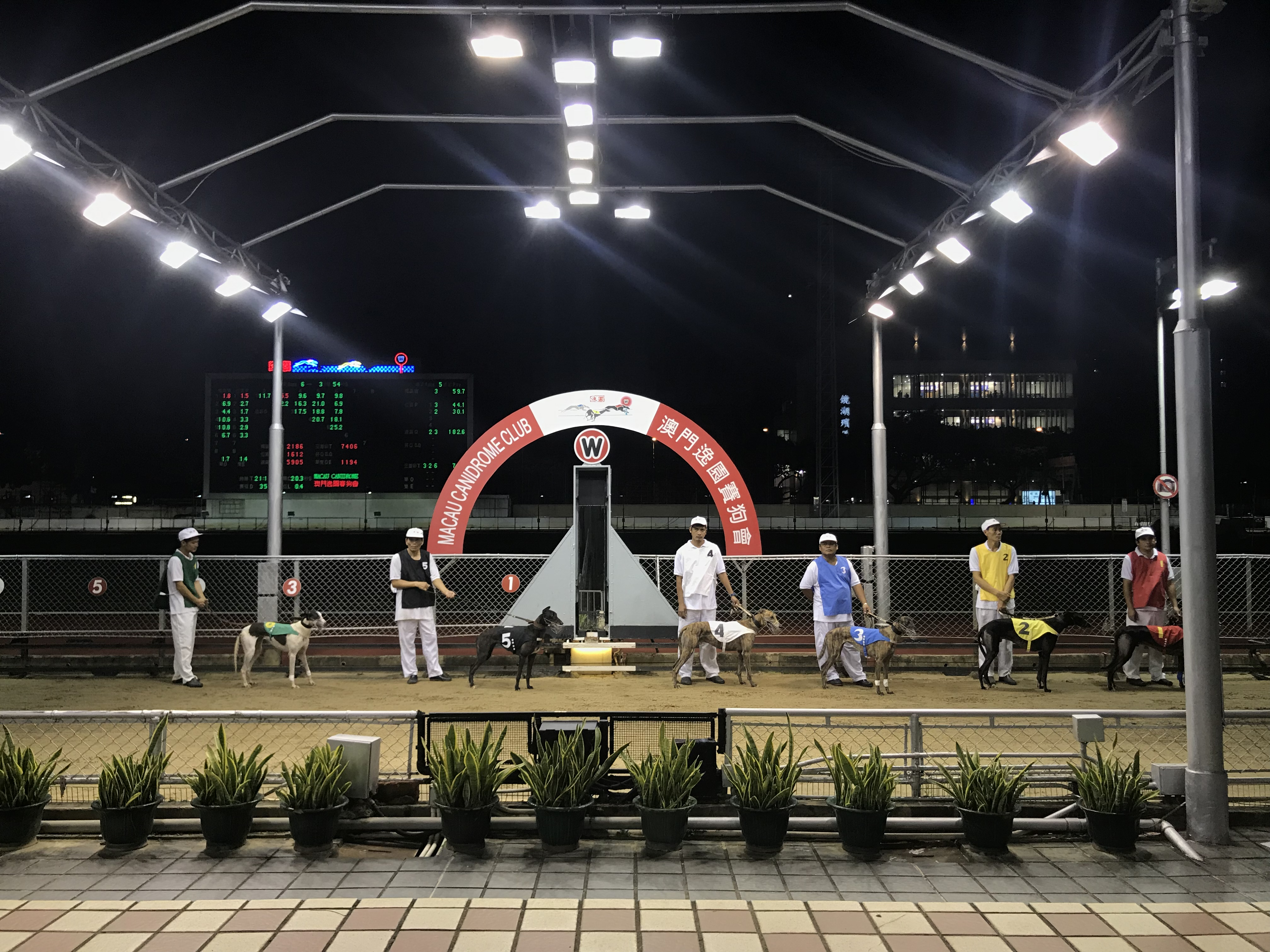
賽狗前的儀式，右後方為鏡湖殯儀館於2018年2月重建而成的新大樓

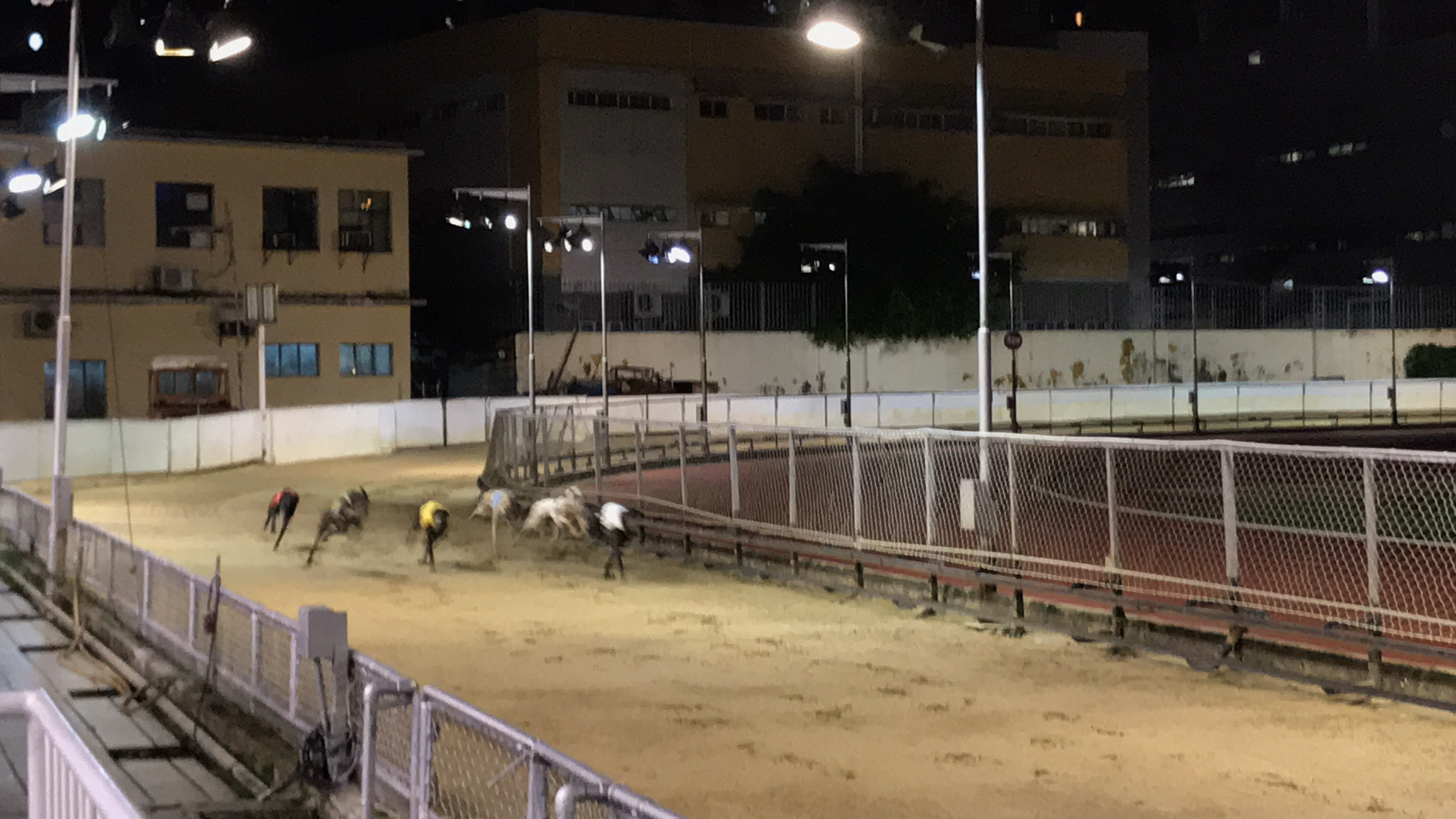
賽狗場跑道

逸園賽狗場（英語：Macau Yat Yuen Canidrome Co. Ltd），是位於澳門半島西北部蓮峰球場的賽狗場地。

## 啟用及停辦
1931年11月26日啟用，五年後停辦。1961年印尼華僑鄭君豹向澳葡政府申請恢復賽狗，旋即轉讓予逸園賽狗有限公司，1963年重新營業。1983年大股東何賢逝世後公司股票進行內部轉讓，成為澳門旅遊娛樂有限公司業務之一。逢周一、周二、周三（7月-8月）、周四、周末皆有賽事。選用的狗隻是來自澳洲的格雷伊獵犬（澳門稱格力狗）。
此外，每年也有不少學校租借這裡作為校運會的場地。
逸園賽狗場是亞洲最後一個賽狗場，更曾被《時代雜誌》網站選為廿五項「遊客不容錯過的亞洲體驗」之一。
逸園賽狗場2018年6月30日舉辦了最後一場賽事，並須於2018年7月21日前遷離原址，象徵有逾84年歷史的澳門賽狗活動正式劃上句號。 根據澳門特區政府於2018年就狗場原址利用規劃研究，方案建議土地主要用作興建體育、教育、社區及政府設施，直至2021年12月，政府明確有關用地不興建學校村，全面計劃並規劃改建為市民運動公園。

## 停辦後狗隻領養
2018年，狗會與澳門本地動物組織及機構協辦領養，但有指反應不太理想，澳門逸園及民政總署在6月24日再舉辦格力犬領養日，為退役的格力狗尋找收養家庭，吸引不少香港愛護動物人士到場。澳門逸園賽狗會負責人梁安琪接受傳媒訪問時說，逸園狗場關閉後，600多隻格力犬不會送去人道毁滅，但沒詳細解釋這些格力犬的最終命運。
最終，逸園安置格力犬的場所未能符合條件，故未具條件領回格力犬。在澳門政府和澳門愛護動物協會安排下將犬隻送往合適領養者家庭接受照顧，當中運往美國的有307隻、意大利60隻、英國70隻、法國15隻、德國5隻、香港26隻以及澳門34隻。

## 現況
2019年12月，澳門光影節活動首次延伸至北區，並於原逸園賽狗場進行光雕表演，主題為“逸緣憶記”，表演內容滿載澳門人不同年代記憶。2020年的光影節活動提早在9月下旬至10月31日期間進行，並再次於原逸園賽狗場內舉行光雕表演。
2022年8月6日至12月12日期間，一度被用作COVID-19病毒核酸檢測站用途，並增設紅碼人士專道供逾時未檢人士及居家隔離醫學觀察人士進行檢測，同時供居家隔離醫學觀察人士自費接受單樣檢測採樣。
2022年12月13日，COVID-19病毒核酸檢測站停止運作，並改為COVID-19感染者社區門診，於2022年12月14日起運作。另外於正門處設置“社區治療中心巴士專線”輪候點，供核酸單管檢測陽性或自測抗原陽性人士，且未具條件自行前往社區治療中心（澳門蛋）的人士乘坐。
2022年12月16日，由於“社區治療中心巴士專線”路線調整，C01路線因與C04路線合併而取消，不再於正門處設置輪候點；另外，社區門診調整服務，增加診室數量；而醫總青洲坊社區門診同日起暫停運作。

## 交通

### 巴士
M19 白朗古將軍馬路（Av. Gen. Castelo Branco）
路線：1、9、9A、23、25B、N1A
M31 白朗古／跑狗場（Gen. C. Branco / Canídrcmo）
路線：1、5X、23、25B、33、N1B

## 資料來源
1. ↑  . 工商晚報. 1931年11月28日: 第三版.（繁體中文）
2. ↑  . Apple Daily 蘋果日報.   [2017-10-23]. （原始内容存档于2017-10-23）.
3. ↑  . 澳門日報.   [2023-07-18]. （原始内容存档于2023-07-18）.
4. ↑  . 論盡媒體 AllAboutMacau Media. 2021-12-01  [2023-07-18]. （原始内容存档于2023-10-04）.
5. ↑  . 蘋果日報. 2018-06-24  [2018-06-25]. （原始内容存档于2019-06-07）.
6. ↑  . 2019-03-26  [2024-01-18]. （原始内容存档于2024-01-18）.
7. ↑  . 旅遊局（DST）. 澳門特別行政區新聞局. 2019年11月21日.
8. ↑  . 旅遊局（DST）. 澳門特別行政區新聞局. 2020年9月17日  [2022年12月13日]. （原始内容存档于2021年12月29日）.
9. ↑  . TDM 澳廣視新聞. 2022-11-11  [2022-12-13]. （原始内容存档于2022-12-13）.
10. ↑  . 新型冠狀病毒感染應變協調中心. 澳門特別行政區新聞局. 2022年12月12日  [2022年12月13日]. （原始内容存档于2022年12月12日）.
11. ↑  . 新型冠狀病毒感染應變協調中心. 澳門特別行政區新聞局. 2022年12月11日.
12. ↑  . 新型冠狀病毒感染應變協調中心. 澳門特別行政區新聞局. 2022年12月15日.

## 外部連結
- 澳門逸園賽狗會有限公司（页面存档备份，存于）
- 「新光賞粵劇《時代》列不容錯過」[永久]